# Вампиры (фильм, 1974)
«Вампи́ры» (англ. Vampyres) — фильм 1974 года режиссёра Хозе Рамона Ларраза.

## Сюжет
Джон и Харриет путешествуют на автомобиле с автодомом и останавливаются в окрестностях большой усадьбы. Харриет замечает неподалёку двух девушек, она помнит, что именно их они с Джоном встретили на дороге по пути сюда. Девушки, Фрэн и Мириам, каждый вечер голосуют на дороге. В один из дней Фрэн останавливает машину, за рулём которой находится Тед, и просит подвезти её до дома. Они приезжают в усадьбу, и вечер заканчивается сексом. На утро Тед чувствует себя очень плохо. Он обнаруживает, что у него на руке глубокий порез. Наткнувшись на фургон Джона и Харриет, он просит у них помощи обработать рану. Однако он решает не уезжать, а остаться и на следующий вечер с Фрэн. Фрэн и Мириам возвращаются к ночи с ещё одним плейбоем, прельщённым красотой девушек. Новая ночь также полна секса. Фрэн и Мириам убивают плейбоя и пьют его кровь. У Теда же они пьют кровь из раны, оставляя живым. На утро Тед едва может пошевелиться. Но убийствам нет конца, и в следующую ночь гибнет ещё один человек. Тед решается бежать. Он снова обращается к Джону и Харриет. Они хотят увести его из страшного места, но Фрэн и Мириам убивают обоих. Лишь Теду удаётся сбежать.

## Актёрский состав
| Актёр          | Роль       |
| -------------- | ---------- |
| Мэриэнн Моррис | Фрэн       |
| Анулька        | Мириам     |
| Мюррей Браун   | Тед        |
| Брайан Дикон   | Джон       |
| Салли Фолкнер  | Харриет    |
| Майкл Бирн     | Плейбой    |
| Бесси Лав      | Американка |

## Место съёмок
Фильм снимался в усадьбе Oakley Court. Усадьба известна тем, что в ней снималось несколько фильмов ужасов студии Hammer Film Productions, например «Невесты Дракулы». В настоящее время в усадьбе расположен роскошный отель.